# Csound
Csound er en software synthesizer i form af et lydprogrammeringssprog. Ved at sammensætte lydgeneratorer, filtre, m.m. kan komplekse lyde genereres, herunder også musik.